# Pessar

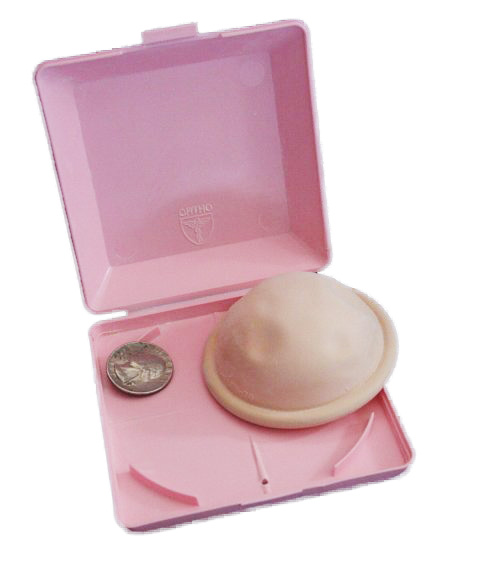
Ett gummipessar med fjädrande kant, med en amerikansk kvartsdollar som jämförelse.

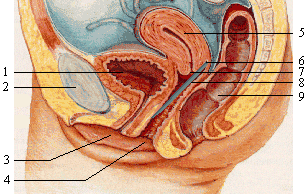
1: urinblåsa, 2: blygdben, 3: urinrör, 4: vagina, 5: livmoder, 6: livmodertapp, 7: livmoderhals, 8: slidpessar, 9: analöppning

Pessar är ett preventivmedel som placeras som en barriär snett inuti slidan eller över livmodertappen, beroende på typ. Eftersom det inte är ett läkemedel, utan en medicinteknisk produkt kallas pessar ofta preventivmetod eller barriärmetod. Pessaret återanvänds och innehåller inte några hormoner och är på så sätt ett förhållandevis miljövänligt preventivmedel. Det är även ett lämpligt preventivmedel om man inte kan eller vill använda hormonella preventivmedel. Pessar är en av de få barriärmetoder som regleras av kvinnan.

## Användning
Pessar kan användas kontinuerligt och tillåter därmed spontant sex. Pessar kan vara av två typer: cervixpessar samt vaginal-/slidpessar. Cervixpessar ska placeras så att de täcker livmodertappen, medan vaginal-/slidpessar ska placeras snett i slidan och täcker ett större område. Cervixpessar kan vara insatt två dygn i taget, medan vaginalpessarerna ett dygn. Alla pessar måste sitta kvar i ca sex timmar efter samlaget. Pessar används tillsammans med preventivgel, som immobiliserar spermierna.
Vid perfekt användning av pessar blir 6 % av kvinnor gravida per år. Vid typisk användning är motsvarande siffra 12 %.

## Historia
Tanken att man kan förhindra graviditet genom att täcka livmoderhalsen har funnits i tusentals år. Inom många olika kulturer har man använt sig av livmoderhalsformade föremål såsom oljade pappershattar, en urgröpt citronhalva eller en skål av krokodildynga för att hindra spermierna från att nå in i livmodern. Andra använde klibbiga blandningar innehållande honung som man applicerade på livmodermunnen för att försämra spermiernas simförmåga. Dagens moderna cervixpessar med en passform som sluter sig mot slidväggarna är av ett mer modernt ursprung; de etablerade sig under 1800-talet.
År 1838 skapade den tyske gynekologen Friedrich Wilde det första moderna cervixpessaret genom att göra skräddarsydda gummiavgjutningar av livmoderhalsen till några av sina patienter. Dessa pessar hade troligtvis kort livslängd eftersom ohärdat gummi bryts ner någorlunda snabbt. En viktig grundpelare för uppfinningen av moderna pessar med längre livslängd var gummivulkanseringsprocessen patenterad av Charles Goodyear år 1844. Under följande decennier blev pessaret ett av de mest använda preventivmedelsmetoderna i Västeuropa, Storbritannien och USA.
På 1880-talet publicerade en tysk gynekolog vid namn Wilhelm P. J. Mensinga den först beskrivningen av ett gummipessar med en fjäder gjuten i kanten, sedermera mensingapessaret. I USA, sålde läkaren Edward Bliss Foote en tidig form av inneslutande pessar under namnet "vomb veil" ("livmoderslöjan") från och med 1860-talet.
Många olika typer av cervixpessar utvecklades under sent 1800- och tidigt 1900-tal. Vimule-pessar blev tillgängligt så tidigt som 1927. En bok av Vimile & Co., publicerad så tidigt som år 1898, gör reklam för Vimule-pessar. Prentif-märket lanserades på tidigt 1930-tal. Dumas-pessar var från början gjort av plast, och kom ut på marknaden på 1940-talet. Lambert (Dalston) Ltd. i Storbritannien tillverkade alla tre varianter. Andra sorters cervixpessar hade skaft för att hålla dem på plats mot livmoderhalsen; vissa med skaft som sträckte sig ända in i livmodern.
Cervixpessar var mer populära i Europa, medan vaginalpessaret blev ett av de mest använda preventivmedlen i USA. År 1940 använde var tredje amerikanskt par vaginalpessar som preventivmedel. Användningen av barriärmetoder, men framförallt pessar sjönk drastiskt efter lanseringen av kombinerade p-piller och spiralen på 1960-talet. År 1965 använde endast 10 % av USA:s gifta par vaginalpessar som preventivmedelsmetod. 
Elise Ottesen-Jensen lät under sina resor som sexualupplysare i Sverige prova ut just pessar till kvinnor.